# Pleśniakowiec lśniący
Pleśniakowiec lśniący (Alphitobius diaperinus Panzer = A. piceus Herbst.) – chrząszcz z rodziny czarnuchowatych (Tenebrionidae), nazywany też czarnym chrząszczem ściółkowym. Pochodzi z krajów tropikalnych, gdzie zamieszkiwał w glebie, pod korzeniami lub korą drzew, w ściółce leśnej czy w butwiejących resztkach roślinnych (np. słoma, kukurydza). Tam pożywiał się resztkami organicznymi pochodzenia roślinnego lub zwierzęcego. Został przetransportowany do Stanów Zjednoczonych wraz z paszą, do Europy przybył w latach 60. Od tego czasu masowo występuje na fermach drobiu, zwłaszcza w brojlerniach.

## Opis
Chrząszcz osiąga długość od 5 mm do 7 mm. Samice są nieco masywniejsze od samców. Ciało jest lekko spłaszczone i wydłużone. Barwa brązowoczarna i wyraźnie połyskująca. Głowa mała, wkomponowana w przedplecze z krótkimi, lekko owłosionymi czułkami koloru czerwonobrązowego. Aparat gębowy i odnóża o takiej samej barwie. Pleśniakowiec posiada bardzo dobrze rozwinięte skrzydła, lecz rzadko używa ich do przemieszczania się.

## Znaczenie
Samica pleśniakowca składa jaja pojedynczo lub w złożach po kilkanaście jaj (czasem nawet do 50 jaj), w miejscach dobrze zamaskowanych. Są to np. szczeliny i szpary w ścianach oraz podłogach lub wnętrze kawałków słomy ściółkowej. W ciągu życia samica jest w stanie złożyć nawet 2000 jaj, ale najczęściej jest to 200-400 jaj.
Chrząszcza najczęściej można znaleźć na fermach drobiu, gdzie ma bardzo dobre warunki dla rozwoju (wysoka temperatura, stały dostęp do pokarmu, wiele zakamarków do schronienia). Pleśniakowiec lśniący zjada i zanieczyszcza pasze, przenosi wiele wirusów i bakterii. W zainfekowanych kurnikach notuje się słabe wyniki produkcyjne, a także częstszą umieralność drobiu. Można spotkać go również w magazynach, gdzie przechowywane jest zboże, mąka, kasze, pasze. Szczególnie w takich, gdzie sposób przechowywania produktów nie jest właściwy.
Kiedy brakuje pożywienia, pleśniakowiec poszukując pokarmu może zniszczyć konstrukcje budynku (elementy drewniane, warstwy ocieplające, tynk). W ten sposób obniża właściwości termoizolacyjne (nawet o 30%) – i sprowadza kolejne poważne zagrożenie dla hodowców.
Rozporządzenie wykonawcze Komisji (UE) 2023/58 z 5 stycznia 2023 r. zezwala na wprowadzenie na rynek larw Alphitobius diaperinus (pleśniakowca lśniącego) w postaci mrożonej, pasty, suszonej i sproszkowanej jako nowej żywności.